# St. Pauls
St. Pauls är en ort i Kanada.   Den ligger i provinsen Newfoundland och Labrador, i den östra delen av landet, 1 400 km öster om huvudstaden Ottawa. Antalet invånare är 309.
Terrängen runt St. Pauls är platt åt nordost, men åt sydost är den kuperad. Havet är nära St. Pauls västerut. Trakten runt St. Pauls är nära nog obefolkad, med mindre än två invånare per kvadratkilometer.. Närmaste större samhälle är Cow Head, 5,6 km norr om St. Pauls. 